# Lijst van personen overleden in 1953
Dit is een lijst van personen die zijn overleden in 1953.

## Januari

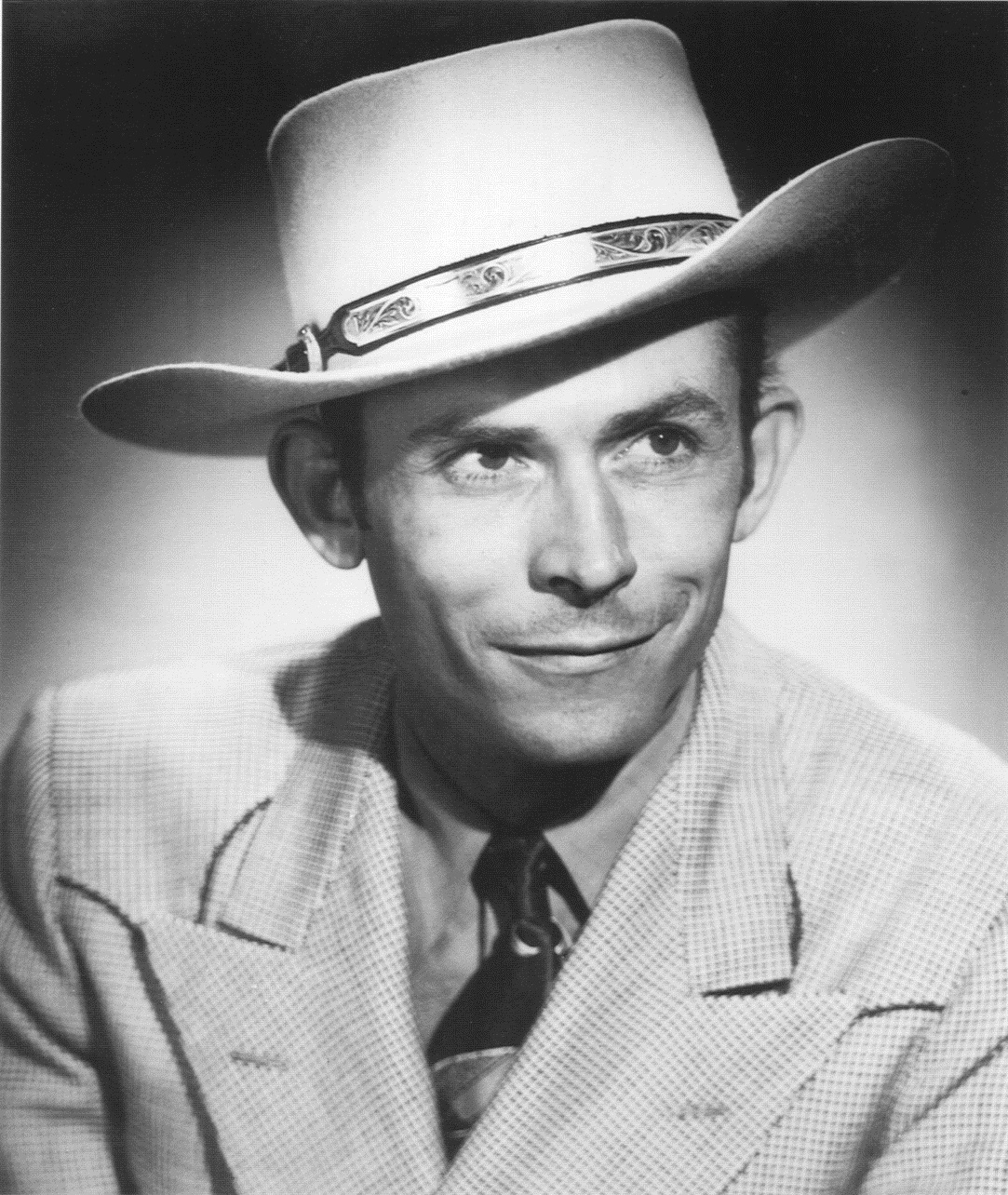
Hank Williams
1 januari

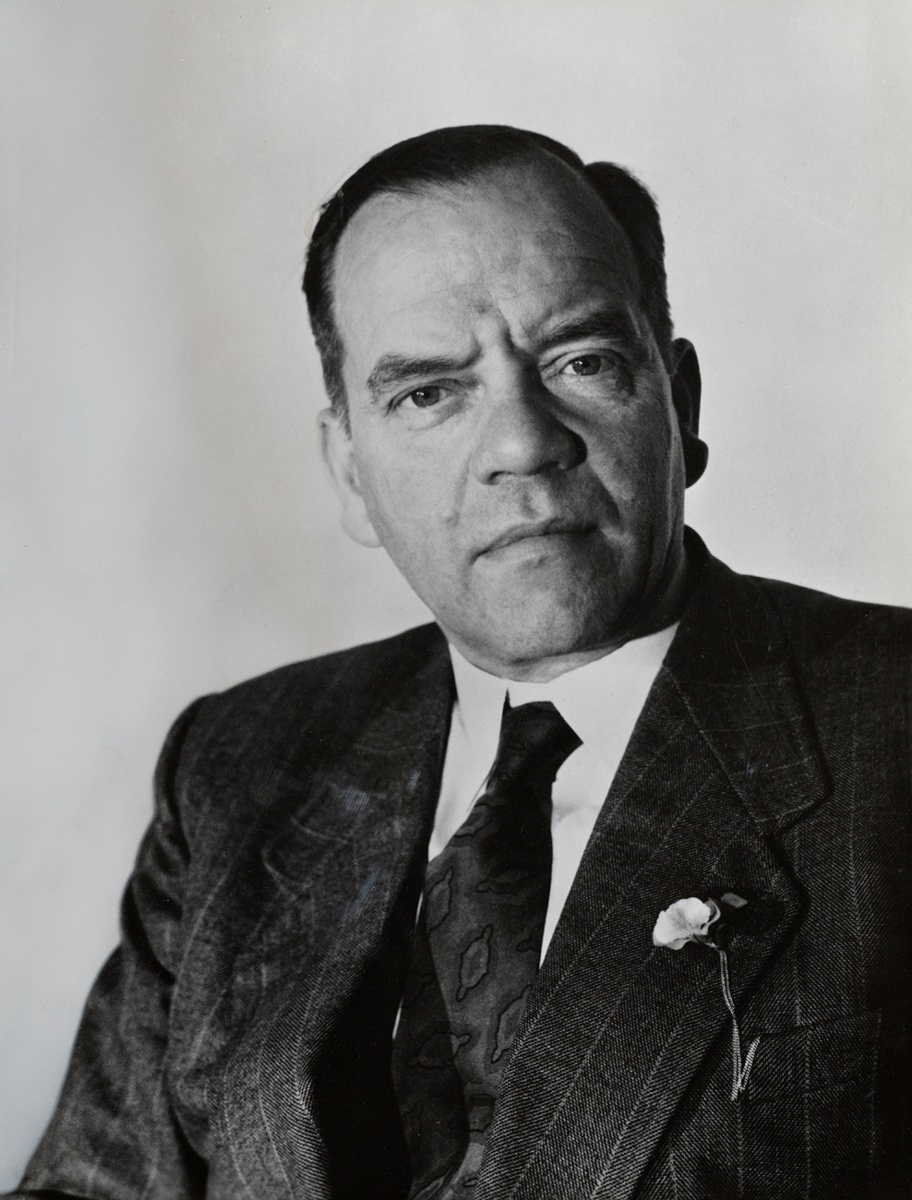
Martinus Nijhoff
26 januari

| 1 | 2 | 3 | 4 | 5 | 6 | 7 | 8 | 9 | 10 | 11 | 12 | 13 | 14 | 15 | 16 | 17 | 18 | 19 | 20 | 21 | 22 | 23 | 24 | 25 | 26 | 27 | 28 | 29 | 30 | 31 |
| - | - | - | - | - | - | - | - | - | -- | -- | -- | -- | -- | -- | -- | -- | -- | -- | -- | -- | -- | -- | -- | -- | -- | -- | -- | -- | -- | -- |

### 1 januari
- Hank Williams (29), Amerikaans zanger en songwriter

### 2 januari
- Hilda Borgström (81), Zweeds actrice

### 4 januari
- Arthur Hoyt (79), Amerikaans acteur/regisseur

### 9 januari
- Jean Brusselmans (68), Belgisch schilder

### 12 januari
- Frederik Willem Steenhuisen (69), Nederlands politicus en burgemeester

### 24 januari
- Tames Oud (57), Nederlands beeldend kunstenaar

### 27 januari
- Martinus Nijhoff (58), Nederlands dichter

### 28 januari
- Konrad Freiherr von Wangenheim (43), Duits ruiter

## Februari

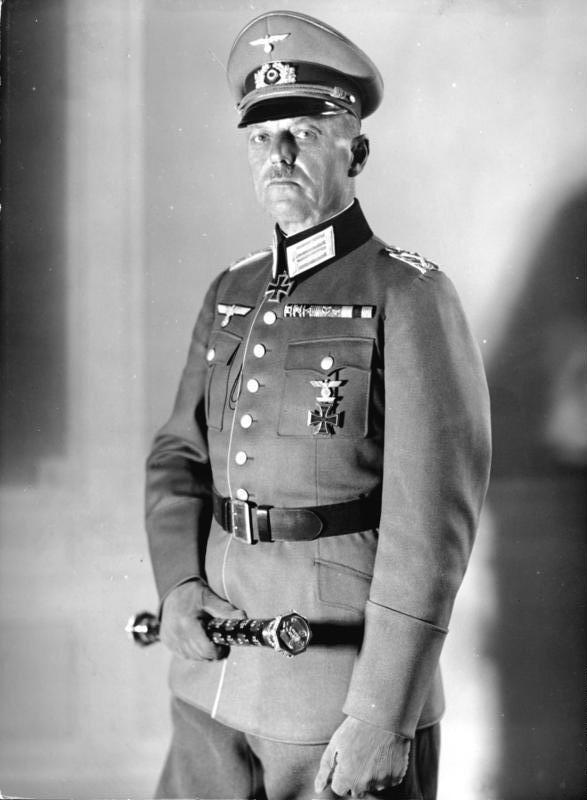
Gerd von Rundstedt
24 februari

| 1 | 2 | 3 | 4 | 5 | 6 | 7 | 8 | 9 | 10 | 11 | 12 | 13 | 14 | 15 | 16 | 17 | 18 | 19 | 20 | 21 | 22 | 23 | 24 | 25 | 26 | 27 | 28 |
| - | - | - | - | - | - | - | - | - | -- | -- | -- | -- | -- | -- | -- | -- | -- | -- | -- | -- | -- | -- | -- | -- | -- | -- | -- |

### 1 februari
- Josephus Abraham de Goffau (46), Nederlands burgemeester

### 2 februari
- Alan Curtis (43), Amerikaans model, acteur

### 8 februari
- Marius Cornelis van Houten (73), Nederlands militair en museumdirecteur
- Cliff Clark (63), Amerikaans acteur

### 12 februari
- Hal Colebatch (81), 12e premier van West-Australië
- Gustaaf Lamerant (90), Belgisch rooms-katholiek priester en schrijver

### 20 februari
- Emmy Andriesse (39), Nederlands fotografe en verzetsstrijdster
- Francesco Saverio Nitti (84), Italiaans politicus

### 24 februari
- Gerd von Rundstedt (77), Duits veldmaarschalk

## Maart

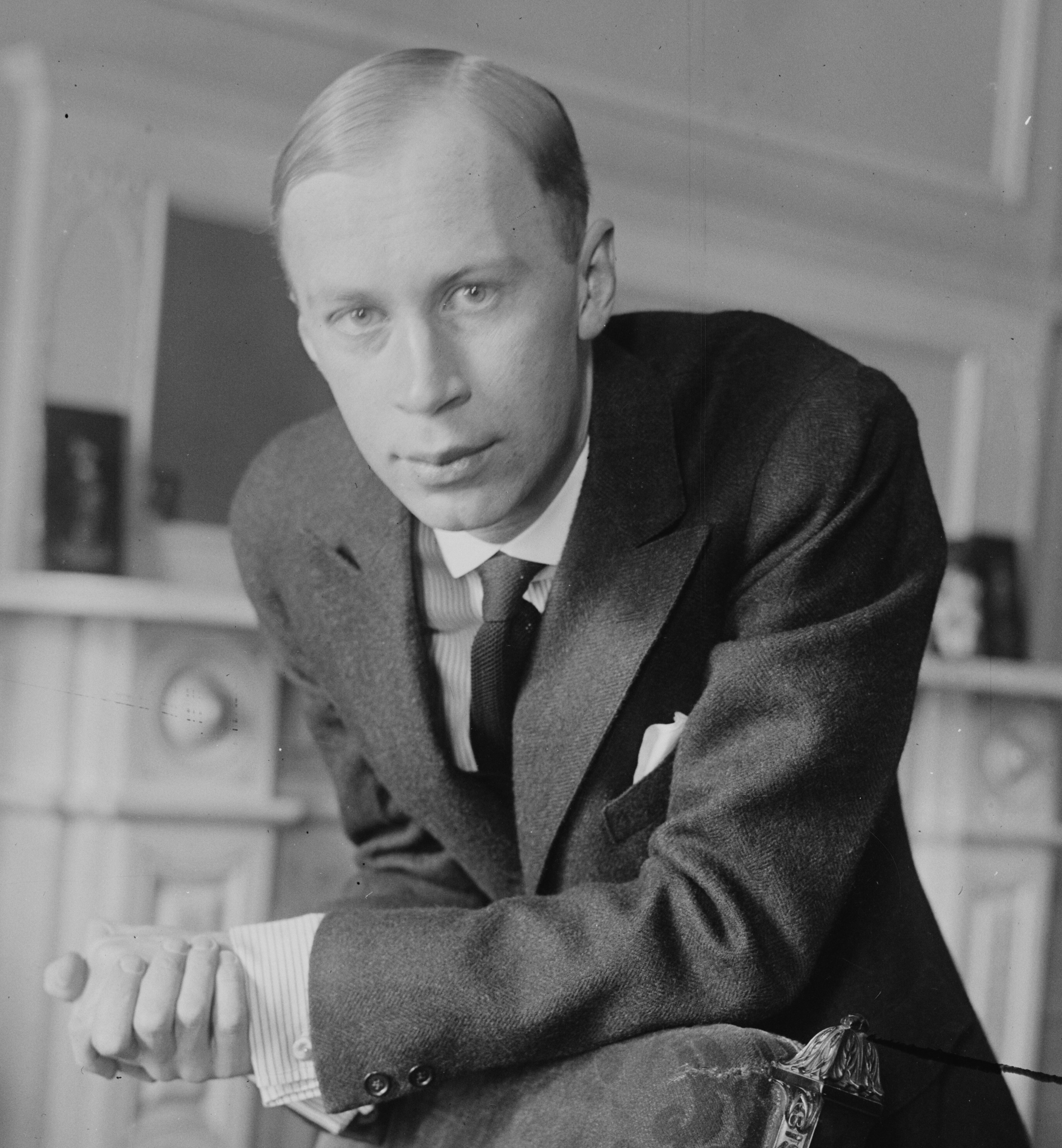
Sergej Prokofjev
5 maart

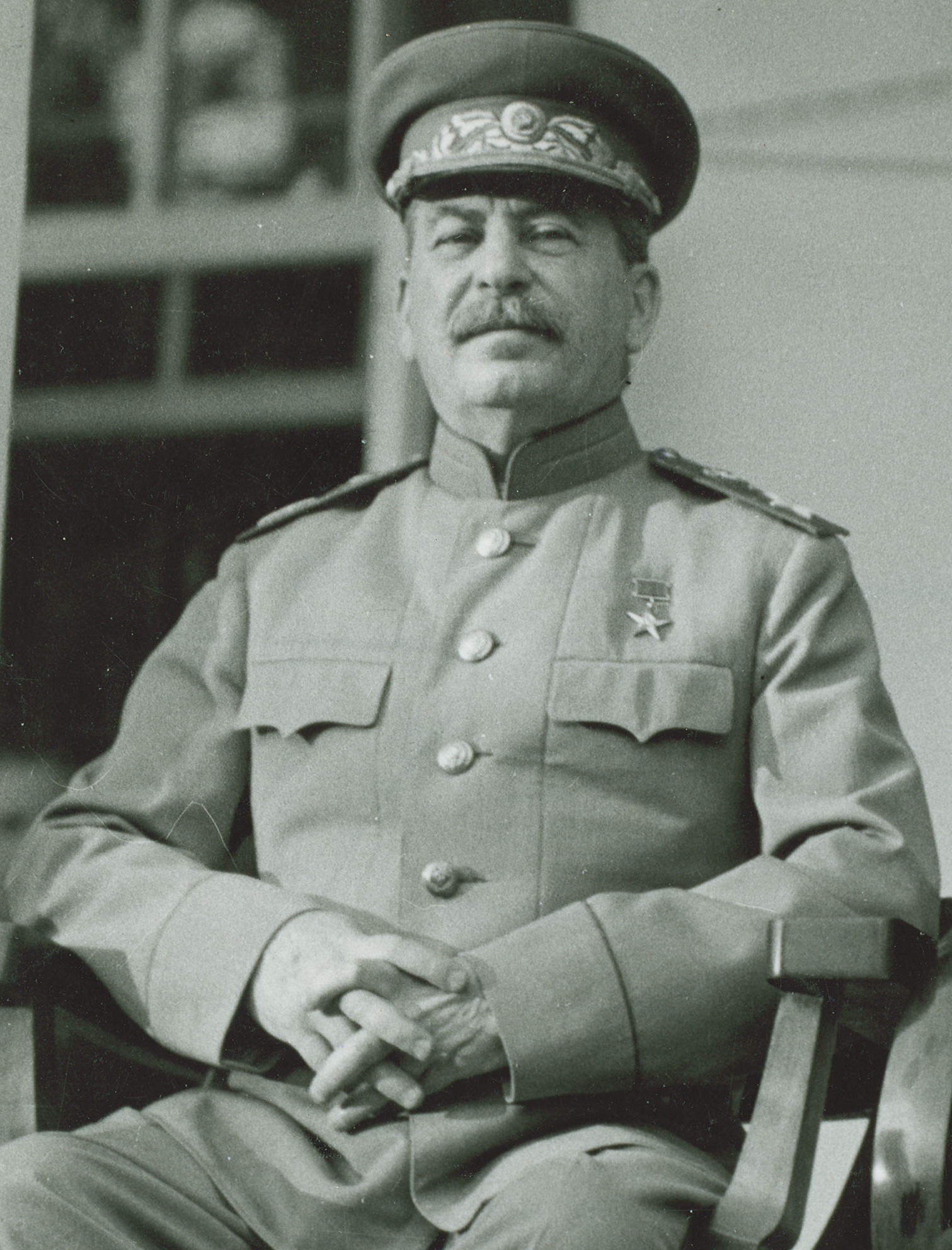
Jozef Stalin
5 maart

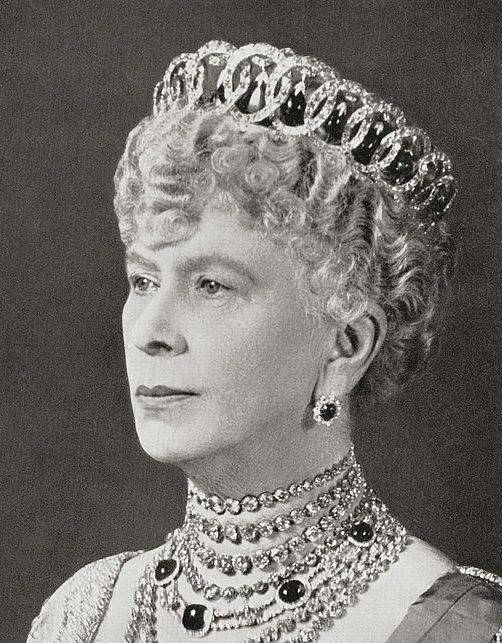
Mary van Teck
24 maart

| 1 | 2 | 3 | 4 | 5 | 6 | 7 | 8 | 9 | 10 | 11 | 12 | 13 | 14 | 15 | 16 | 17 | 18 | 19 | 20 | 21 | 22 | 23 | 24 | 25 | 26 | 27 | 28 | 29 | 30 | 31 |
| - | - | - | - | - | - | - | - | - | -- | -- | -- | -- | -- | -- | -- | -- | -- | -- | -- | -- | -- | -- | -- | -- | -- | -- | -- | -- | -- | -- |

### 5 maart
- Herman J. Mankiewicz (55), Amerikaans scenarioschrijver
- Sergej Prokofjev (61), Russisch componist en pianist
- Jozef Stalin (74), Sovjet-dictator

### 13 maart
- Johan Laidoner (69), Estisch opperbevelhebber

### 14 maart
- Klement Gottwald (56), president van Tsjechoslowakije

### 23 maart
- Raoul Dufy (75), Frans kunstschilder

### 24 maart
- Mary van Teck (85), koningin (-moeder) van Groot-Brittannië en keizerin van India

### 28 maart
- Jim Thorpe (65), Amerikaans atleet en olympisch kampioen

### 31 maart
- Jan Akkersdijk (66), Nederlands voetballer
- Liede Tilanus (82), Nederlands politica, socialiste en feministe

## April

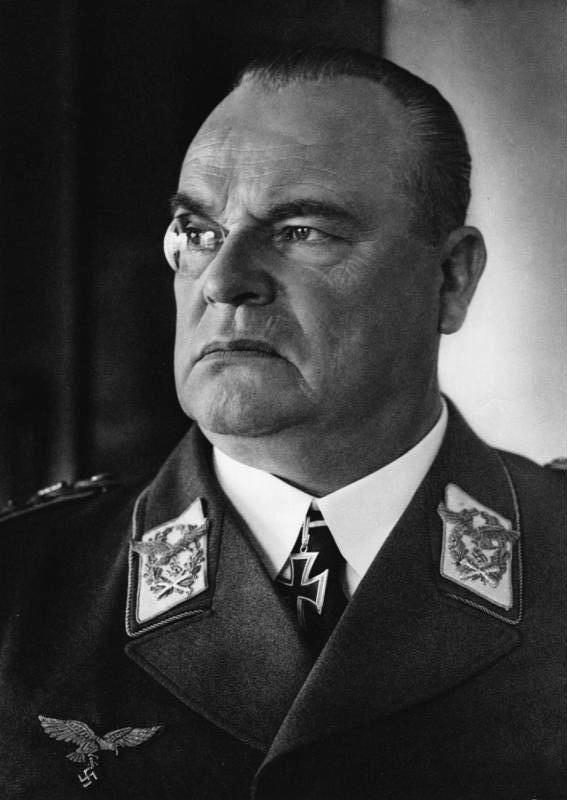
Hugo Sperrle
2 april

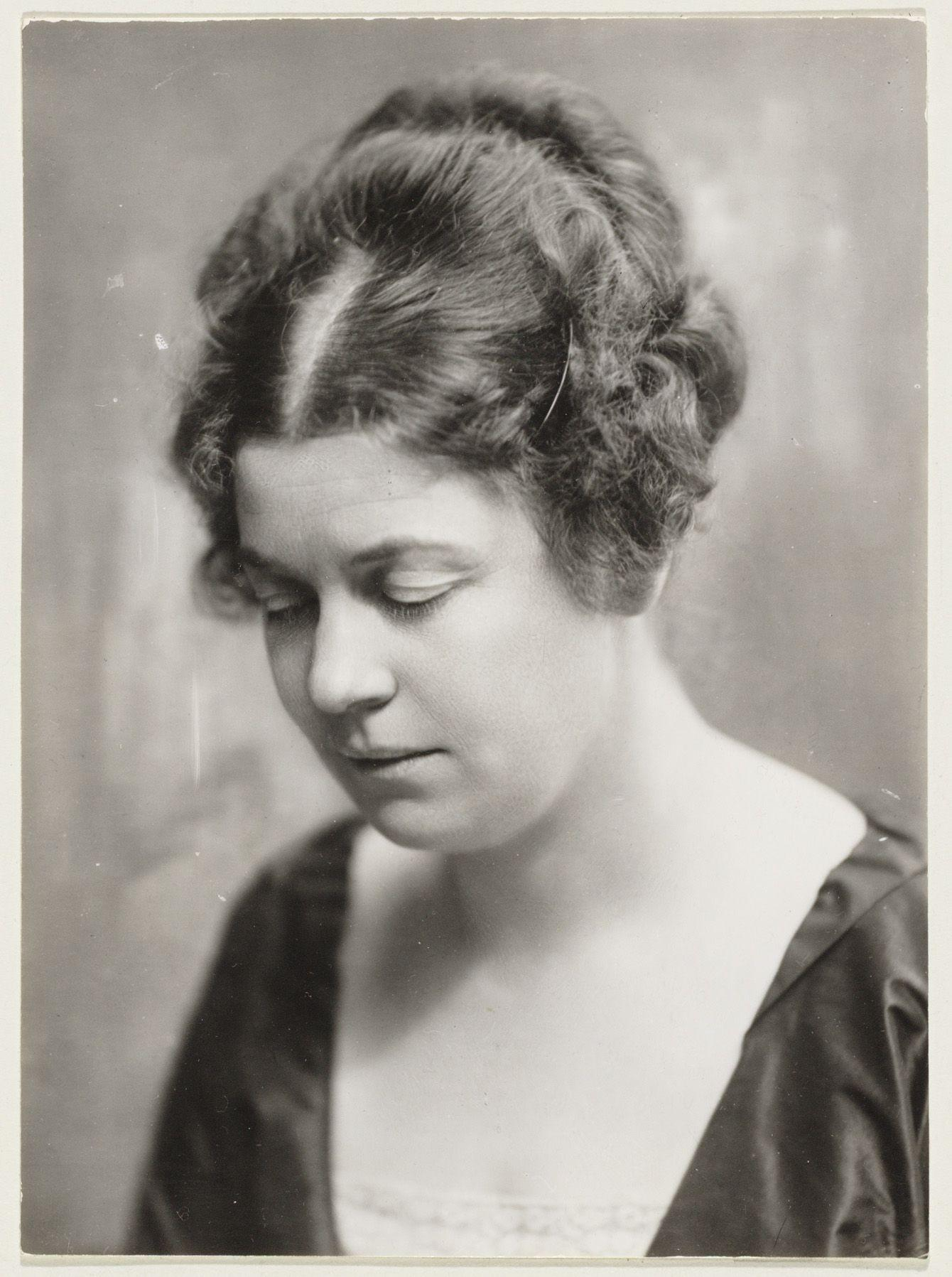
Top Naeff
22 april

| 1 | 2 | 3 | 4 | 5 | 6 | 7 | 8 | 9 | 10 | 11 | 12 | 13 | 14 | 15 | 16 | 17 | 18 | 19 | 20 | 21 | 22 | 23 | 24 | 25 | 26 | 27 | 28 | 29 | 30 |
| - | - | - | - | - | - | - | - | - | -- | -- | -- | -- | -- | -- | -- | -- | -- | -- | -- | -- | -- | -- | -- | -- | -- | -- | -- | -- | -- |

### 2 april
- Hugo Sperrle (68), Duits veldmaarschalk
- Jean Epstein (56), Frans filmregisseur, essayist en schrijver

### 4 april
- Carol II van Roemenië (59), Koning van Roemenië

### 12 april
- Lionel Logue (73), Australisch logopedist

### 14 april
- Emmanuel De Bom (84), Vlaams auteur, journalist en bibliothecaris

### 22 april
- Top Naeff (75), Nederlands schrijfster

### 27 april
- Maud Gonne (86), Iers revolutionair, activist, feminist en acteur

## Mei

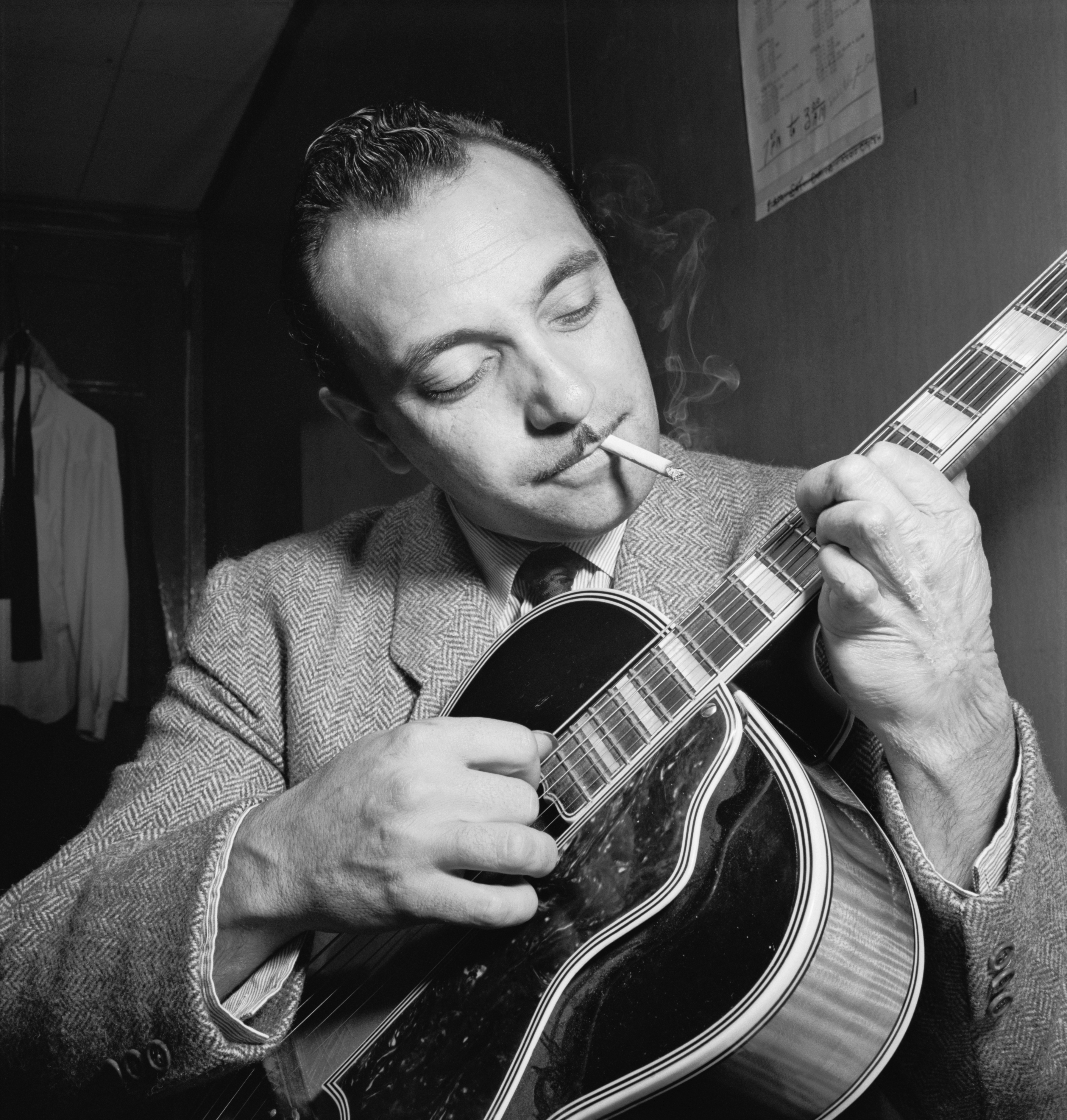
Django Reinhardt
16 mei

| 1 | 2 | 3 | 4 | 5 | 6 | 7 | 8 | 9 | 10 | 11 | 12 | 13 | 14 | 15 | 16 | 17 | 18 | 19 | 20 | 21 | 22 | 23 | 24 | 25 | 26 | 27 | 28 | 29 | 30 | 31 |
| - | - | - | - | - | - | - | - | - | -- | -- | -- | -- | -- | -- | -- | -- | -- | -- | -- | -- | -- | -- | -- | -- | -- | -- | -- | -- | -- | -- |

### 11 mei
- Willy Schootemeijer (56), Nederlands componist en musicus

### 15 mei
- Chet Miller (50), Amerikaans autocoureur

### 16 mei
- Django Reinhardt (43), Belgisch gitarist

### 21 mei
- Ernst Zermelo (81), Duits wiskundige

### 24 mei
- Cor Hermus (63), Nederlands acteur, toneelregisseur en -schrijver

### 27 mei
- Herman Ambrosius Jan Baanders (77), Nederlands architect, ontwerper en ondernemer

### 30 mei
- Carl Scarborough (38), Amerikaans autocoureur
- Pieter Herman van der Trappen (57), Nederlands ingenieur en officier

## Juni

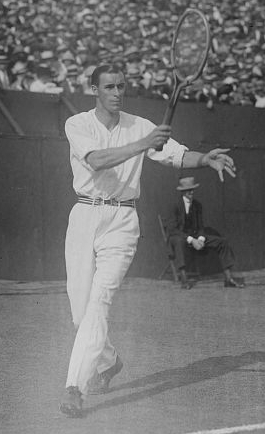
Bill Tilden
5 juni

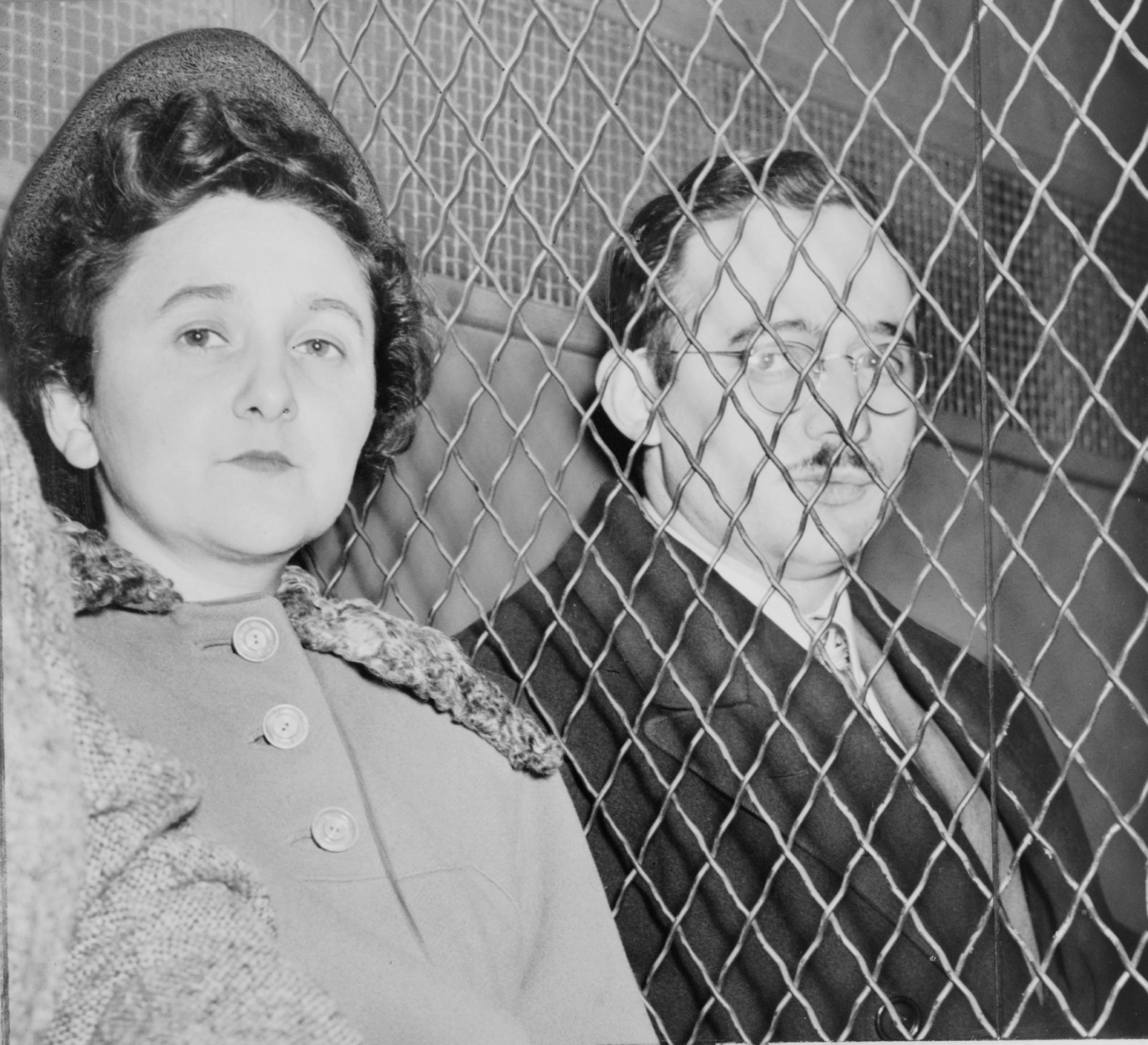
Julius en Ethel Rosenberg
19 juni

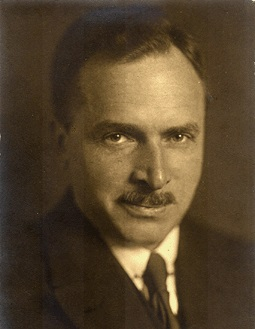
Hendrik de Man
20 juni

| 1 | 2 | 3 | 4 | 5 | 6 | 7 | 8 | 9 | 10 | 11 | 12 | 13 | 14 | 15 | 16 | 17 | 18 | 19 | 20 | 21 | 22 | 23 | 24 | 25 | 26 | 27 | 28 | 29 | 30 |
| - | - | - | - | - | - | - | - | - | -- | -- | -- | -- | -- | -- | -- | -- | -- | -- | -- | -- | -- | -- | -- | -- | -- | -- | -- | -- | -- |

### 5 juni
- Thomas Rosskopf (73), Nederlands elektrotechnisch ingenieur en industrieel
- Bill Tilden (60), Amerikaans tennisser

### 9 juni
- Ugo Betti (61), Italiaans dichter

### 19 juni
- Julius en Ethel Rosenberg, Amerikaans spionage-echtpaar

### 20 juni
- Hendrik de Man (67), Belgisch socialistisch politicus

### 27 juni
- Mary Anderson (87), Amerikaans uitvindster van de ruitenwisser

### 30 juni
- Elsa Beskow (79), Zweeds schrijfster en illustrator van jeugdboeken
- Charles William Miller (78), Braziliaans voetballer

## Juli

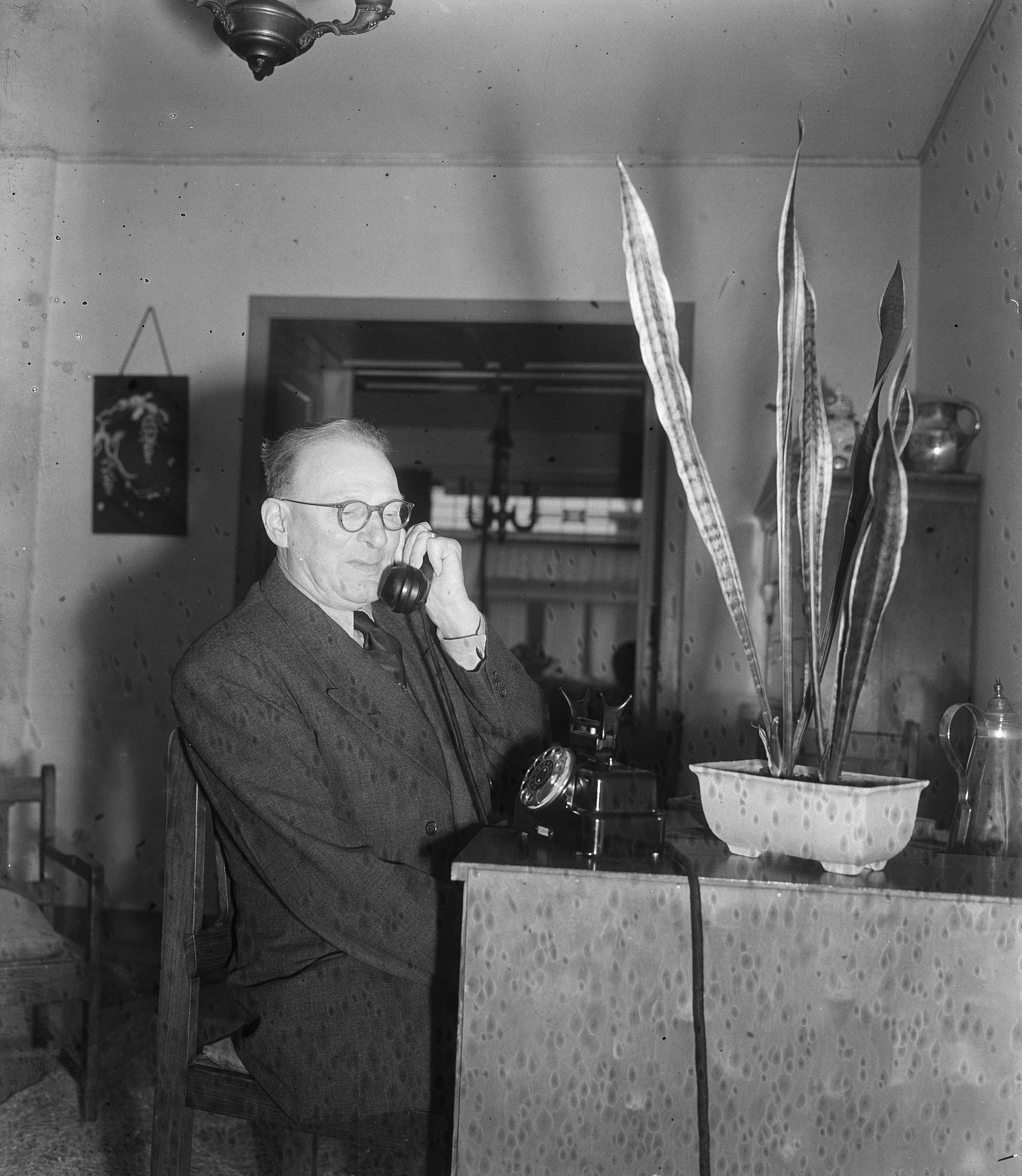
Joris van den Bergh
1 juli

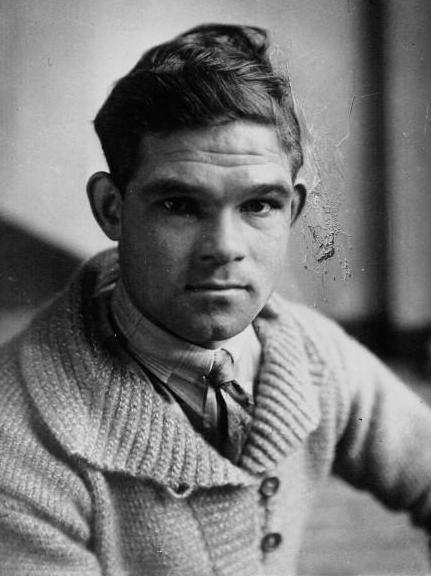
Gaston Rebry
3 juli

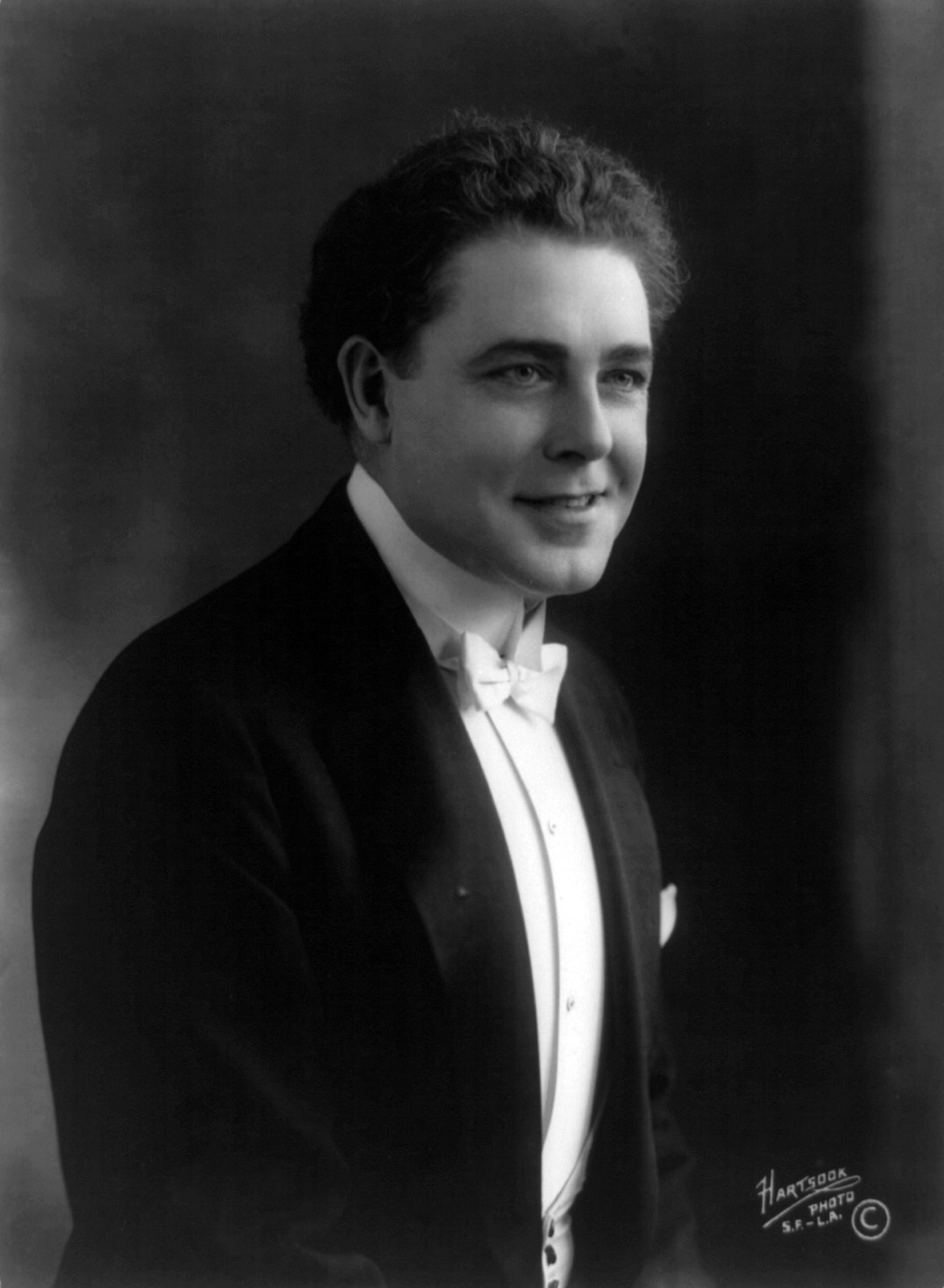
William Farnum
5 juli

| 1 | 2 | 3 | 4 | 5 | 6 | 7 | 8 | 9 | 10 | 11 | 12 | 13 | 14 | 15 | 16 | 17 | 18 | 19 | 20 | 21 | 22 | 23 | 24 | 25 | 26 | 27 | 28 | 29 | 30 | 31 |
| - | - | - | - | - | - | - | - | - | -- | -- | -- | -- | -- | -- | -- | -- | -- | -- | -- | -- | -- | -- | -- | -- | -- | -- | -- | -- | -- | -- |

### 1 juli
- Joris van den Bergh (71), Nederlands journalist

### 3 juli
- Gaston Rebry (48), Belgisch wielrenner

### 4 juli
- Jean Becquerel (75), Frans natuurkundige

### 5 juli
- William Farnum (77), Amerikaans acteur

### 12 juli
- Joseph Jongen (79), Belgisch componist en organist
- Hilaire Belloc (82), Brits Franse schrijver

### 25 juli
- Bobbie Baird (41), Brits autocoureur

### 31 juli
- Robert Taft (63), Amerikaans politicus
- Nikolay Zelinsky (92), Russisch chemicus

## Augustus

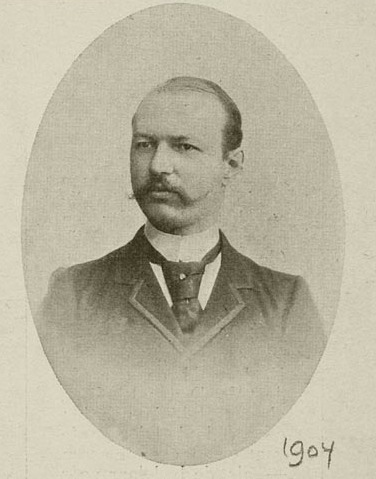
Arnold Frederik Holleman
11 augustus

| 1 | 2 | 3 | 4 | 5 | 6 | 7 | 8 | 9 | 10 | 11 | 12 | 13 | 14 | 15 | 16 | 17 | 18 | 19 | 20 | 21 | 22 | 23 | 24 | 25 | 26 | 27 | 28 | 29 | 30 | 31 |
| - | - | - | - | - | - | - | - | - | -- | -- | -- | -- | -- | -- | -- | -- | -- | -- | -- | -- | -- | -- | -- | -- | -- | -- | -- | -- | -- | -- |

### 11 augustus
- Arnold Frederik Holleman (93), Nederlands scheikundige en hoogleraar
- Tazio Nuvolari (60), Italiaans autocoureur

### 29 augustus
- Dénes von Mihály (59), Hongaars natuurkundige en uitvinder

## September

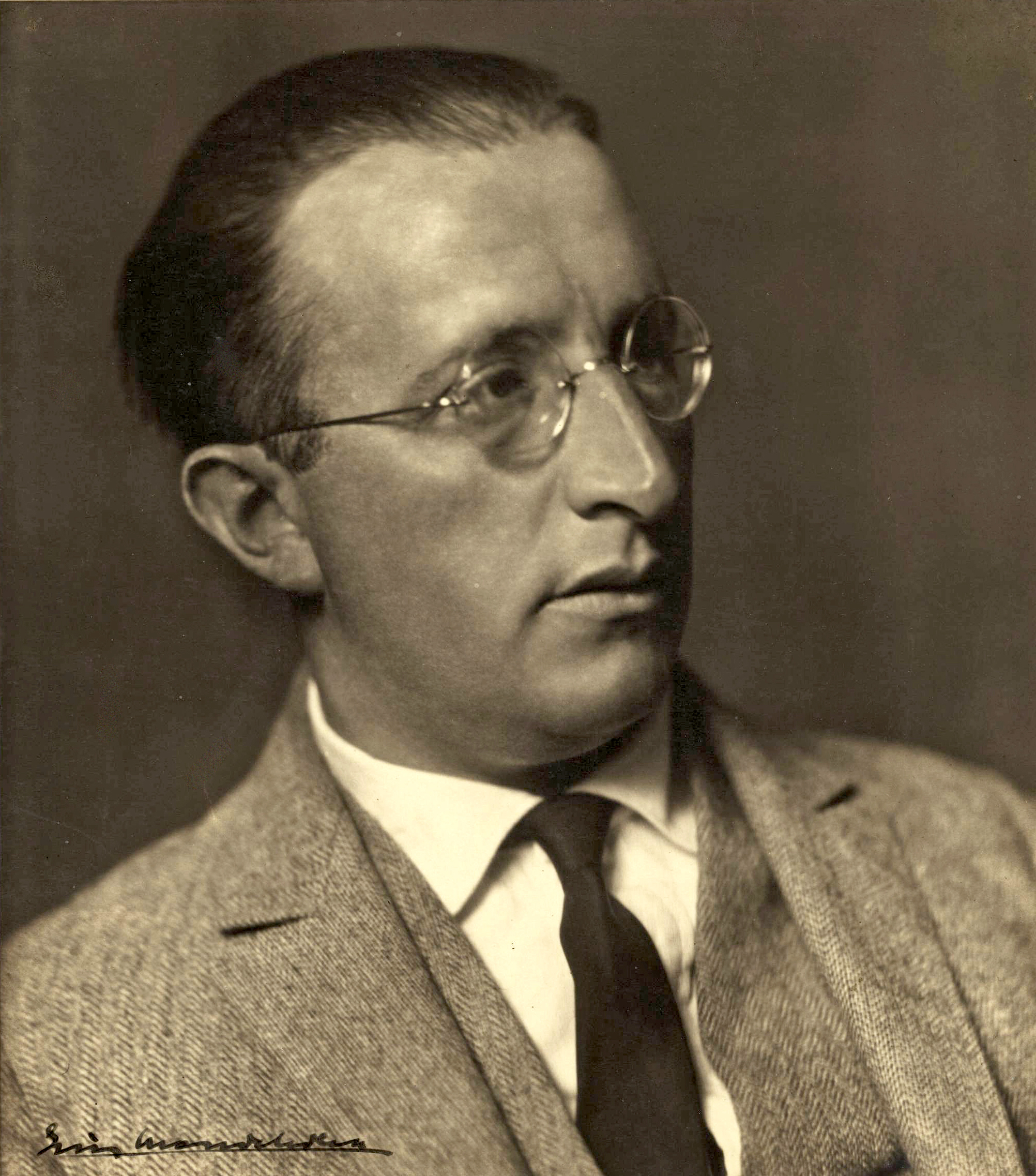
Erich Mendelsohn
15 september

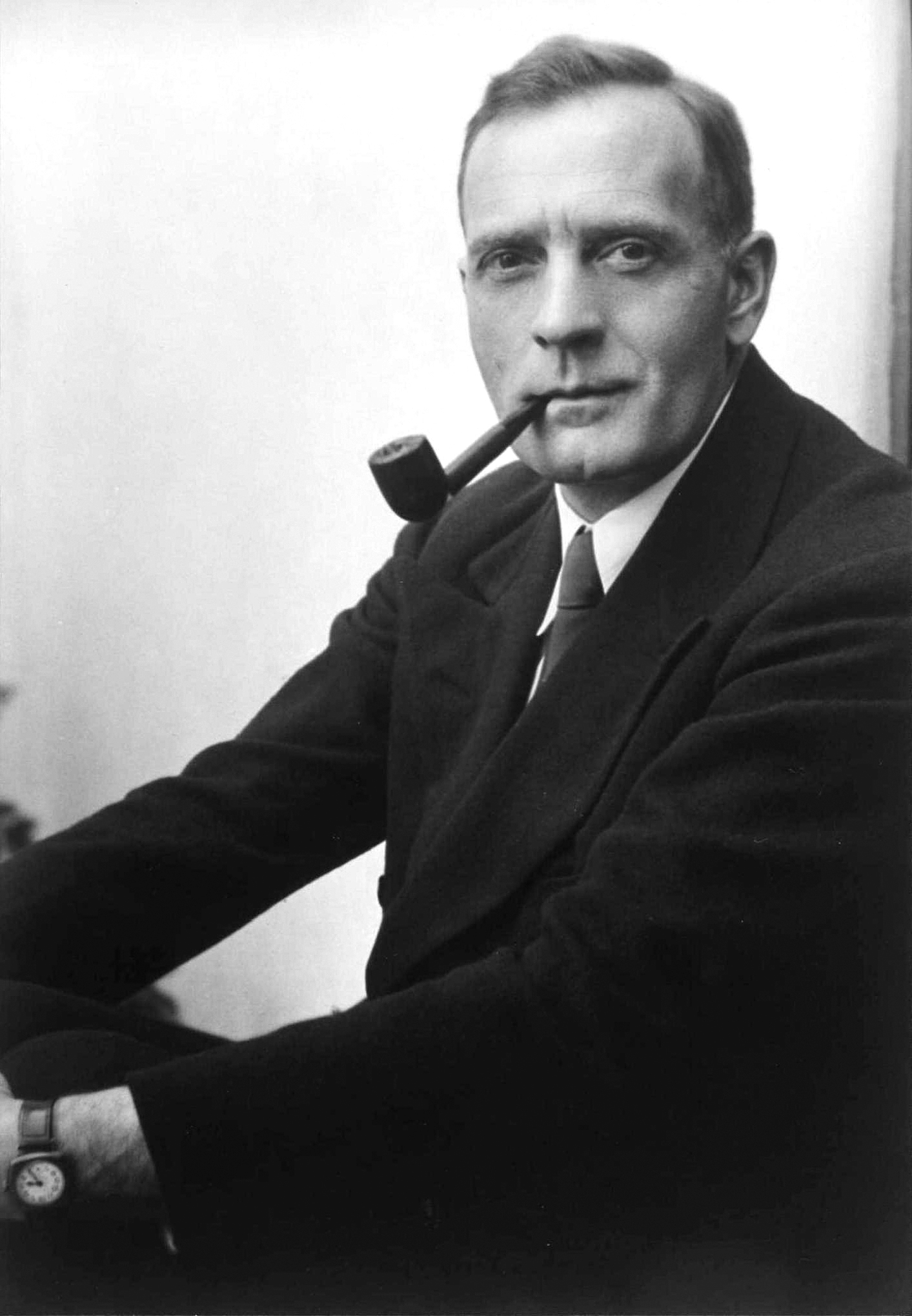
Edwin Hubble
28 september

| 1 | 2 | 3 | 4 | 5 | 6 | 7 | 8 | 9 | 10 | 11 | 12 | 13 | 14 | 15 | 16 | 17 | 18 | 19 | 20 | 21 | 22 | 23 | 24 | 25 | 26 | 27 | 28 | 29 | 30 |
| - | - | - | - | - | - | - | - | - | -- | -- | -- | -- | -- | -- | -- | -- | -- | -- | -- | -- | -- | -- | -- | -- | -- | -- | -- | -- | -- |

### 1 september
- Jacques Thibaud (72), Frans violist

### 4 september
- Magdalon Monsen (43), Noors voetballer

### 12 september
- Lewis Stone (73), Amerikaans acteur

### 14 september
- Pierre Nolf (80), Belgisch wetenschapper en politicus

### 15 september
- Erich Mendelsohn (66), Duits architect

### 27 september
- Hans Fritzsche (53), Duits nazipoliticus

### 28 september
- Edwin Hubble (63), Amerikaans astronoom

## Oktober

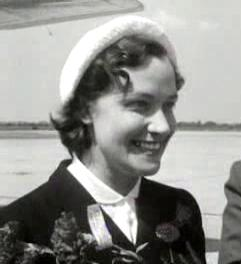
Kathleen Ferrier
8 oktober

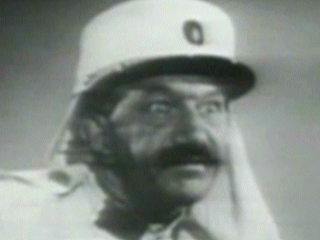
James Finlayson
9 oktober

| 1 | 2 | 3 | 4 | 5 | 6 | 7 | 8 | 9 | 10 | 11 | 12 | 13 | 14 | 15 | 16 | 17 | 18 | 19 | 20 | 21 | 22 | 23 | 24 | 25 | 26 | 27 | 28 | 29 | 30 | 31 |
| - | - | - | - | - | - | - | - | - | -- | -- | -- | -- | -- | -- | -- | -- | -- | -- | -- | -- | -- | -- | -- | -- | -- | -- | -- | -- | -- | -- |

### 3 oktober
- Arnold Bax (69), Engels componist, pianist en dichter
- Florence R. Sabin (81), Amerikaans medisch wetenschapster

### 8 oktober
- Nigel Bruce (58), Mexicaans-Brits acteur
- Kathleen Ferrier (41), Engels altzangeres

### 9 oktober
- James Finlayson (66), Schots-Amerikaans acteur

### 10 oktober
- Willi Worpitzky (67), Duits voetballer

### 12 oktober
- Hjalmar Hammarskjöld (91), Zweeds politicus en premier

### 18 oktober
- Anne-Antoinette Cogels (53), Vlaamse ontdekkingsreizigster, tennisster en schrijfster

### 25 oktober
- Holger Pedersen (85), Deens linguïst

### 27 oktober
- Eduard Künneke (68), Duits opera- en operettecomponist

## November

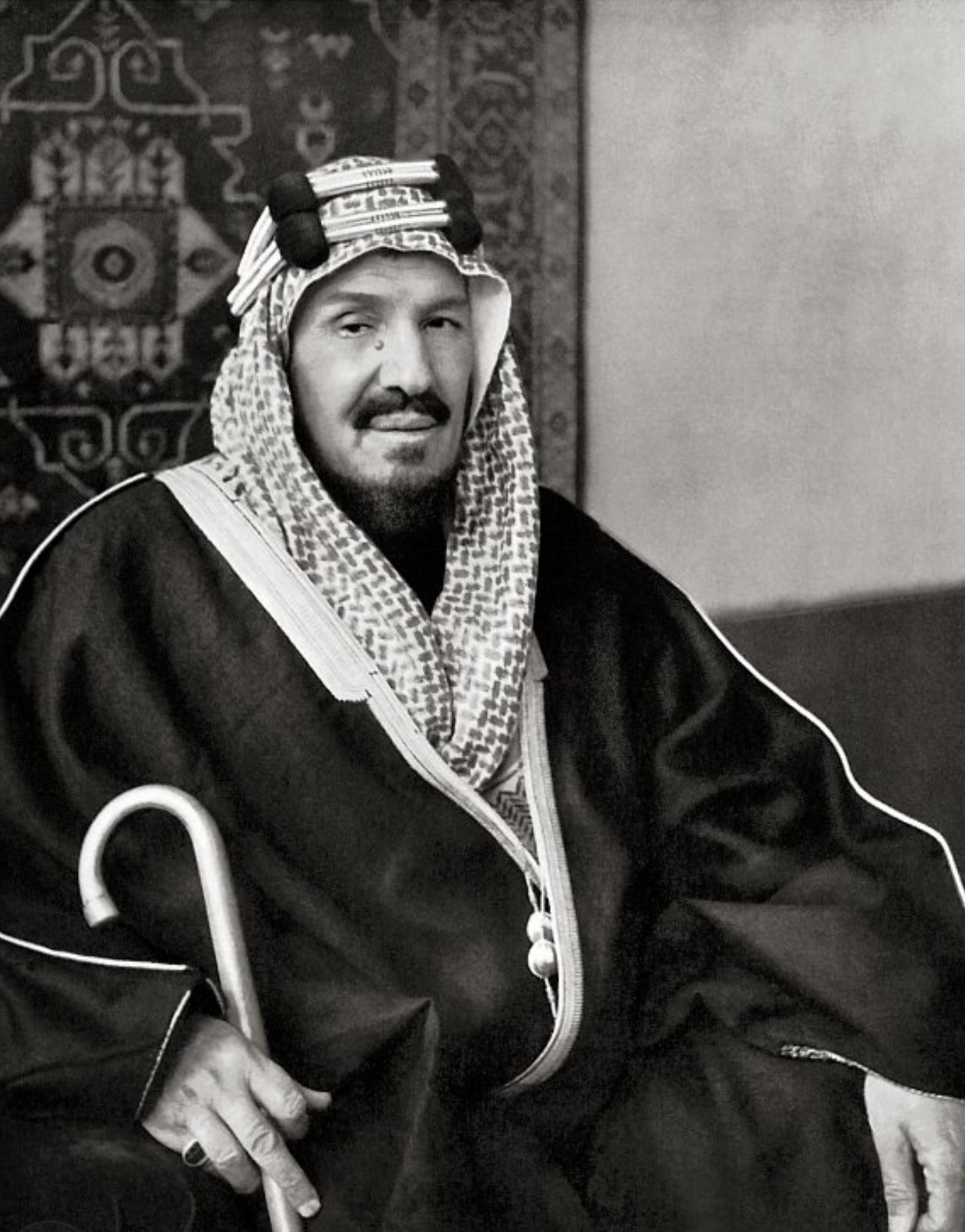
Abdoel Aziz al Saoed
9 november

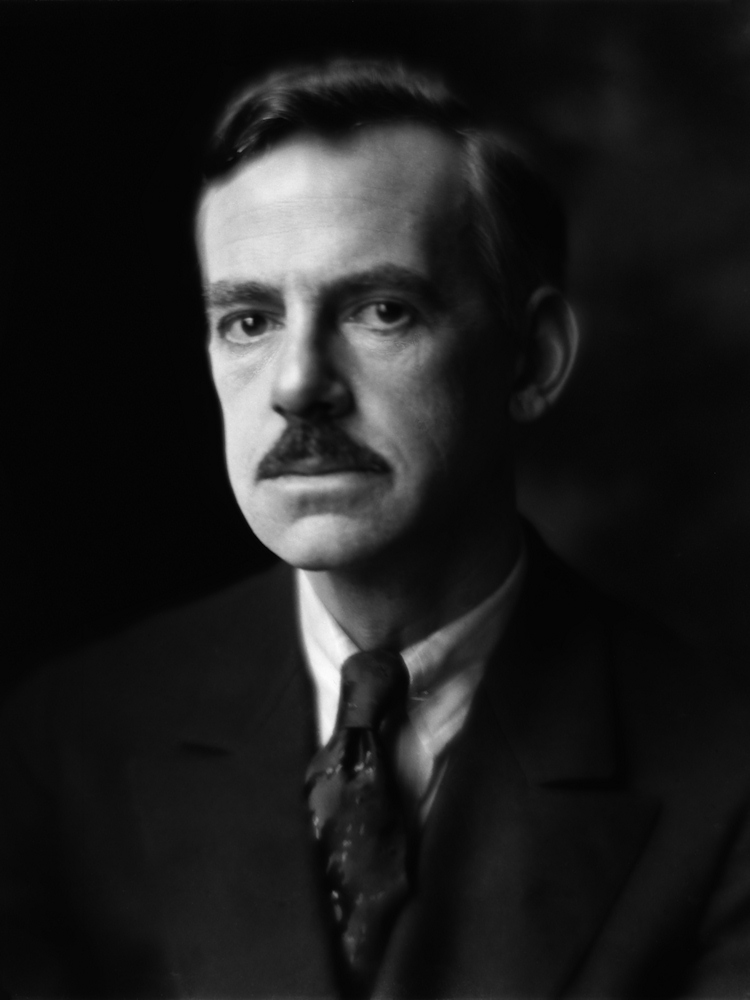
Eugene O'Neill
27 november

| 1 | 2 | 3 | 4 | 5 | 6 | 7 | 8 | 9 | 10 | 11 | 12 | 13 | 14 | 15 | 16 | 17 | 18 | 19 | 20 | 21 | 22 | 23 | 24 | 25 | 26 | 27 | 28 | 29 | 30 |
| - | - | - | - | - | - | - | - | - | -- | -- | -- | -- | -- | -- | -- | -- | -- | -- | -- | -- | -- | -- | -- | -- | -- | -- | -- | -- | -- |

### 4 november
- Robert Protin (80), Belgisch wielrenner

### 8 november
- Ivan Boenin (83), Russisch schrijver en Nobelprijswinnaar
- Johannes van Melle (66), Nederlands en Zuid-Afrikaans schrijver

### 9 november
- Abdoel Aziz al Saoed (77), koning van Saoedi-Arabië
- Dylan Thomas (39), Brits dichter

### 18 november
- Ruth Crawford Seeger (52), Amerikaans componiste

### 27 november
- Eugene O'Neill (65), Amerikaans toneelschrijver

### 30 november
- Félix Gogo (81), Belgisch kunstschilder
- Francis Picabia (74), Frans kunstschilder

## December

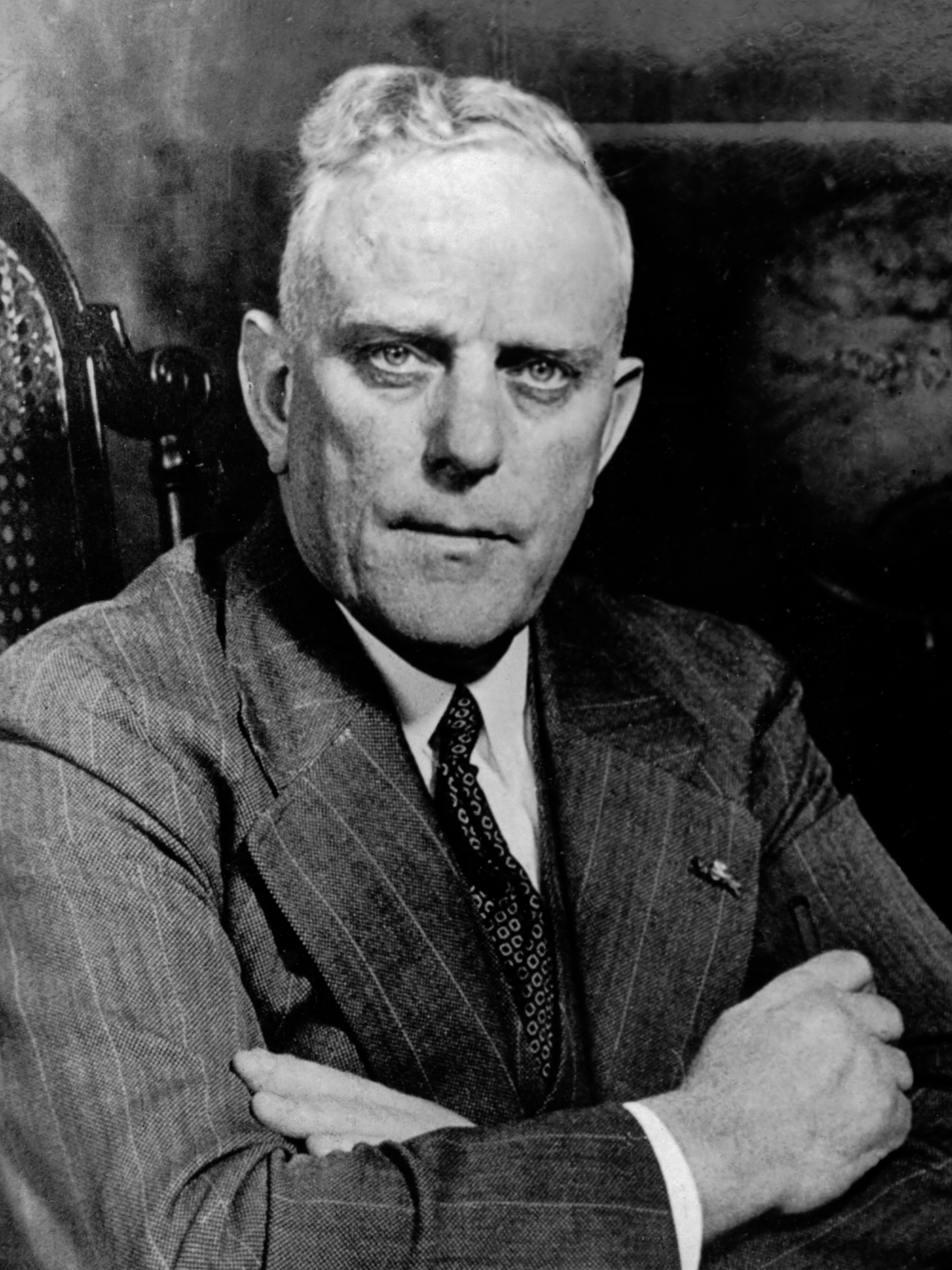
Albert Plesman
31 december

| 1 | 2 | 3 | 4 | 5 | 6 | 7 | 8 | 9 | 10 | 11 | 12 | 13 | 14 | 15 | 16 | 17 | 18 | 19 | 20 | 21 | 22 | 23 | 24 | 25 | 26 | 27 | 28 | 29 | 30 | 31 |
| - | - | - | - | - | - | - | - | - | -- | -- | -- | -- | -- | -- | -- | -- | -- | -- | -- | -- | -- | -- | -- | -- | -- | -- | -- | -- | -- | -- |

### 5 december
- Jorge Negrete (42), Mexicaans zanger en acteur

### 6 december
- Frans Michel Penning (59), Nederlands experimenteel natuurkundige

### 13 december
- Ad van der Steur (60), Nederlands architect

### 19 december
- Robert Millikan (85) Amerikaans natuurkundige en Nobelprijswinnaar

### 23 december
- Lavrenti Beria (54), Sovjet-Russisch politicus

### 29 december
- Jean Vanderghote (62), Belgisch politicus en burgemeester

### 31 december
- Albert Plesman (64), Nederlands luchtvaartpionier en oprichter van de KLM

1900 ·
1901 ·
1902 ·
1903 ·
1904 ·
1905 ·
1906 ·
1907 ·
1908 ·
1909 ·
1910 ·
1911 ·
1912 ·
1913 ·
1914 ·
1915 ·
1916 ·
1917 ·
1918 ·
1919 ·
1920 ·
1921 ·
1922 ·
1923 ·
1924 ·
1925 ·
1926 ·
1927 ·
1928 ·
1929 ·
1930 ·
1931 ·
1932 ·
1933 ·
1934 ·
1935 ·
1936 ·
1937 ·
1938 ·
1939 ·
1940 ·
1941 ·
1942 ·
1943 ·
1944 ·
1945 ·
1946 ·
1947 ·
1948 ·
1949 ·
1950 ·
1951 ·
1952 ·
1953 ·
1954 ·
1955 ·
1956 ·
1957 ·
1958 ·
1959 ·
1960 ·
1961 ·
1962 ·
1963 ·
1964 ·
1965 ·
1966 ·
1967 ·
1968 ·
1969 ·
1970 ·
1971 ·
1972 ·
1973 ·
1974 ·
1975 ·
1976 ·
1977 ·
1978 ·
1979 ·
1980 ·
1981 ·
1982 ·
1983 ·
1984 ·
1985 ·
1986 ·
1987 ·
1988 ·
1989 ·
1990 ·
1991 ·
1992 ·
1993 ·
1994 ·
1995 ·
1996 ·
1997 ·
1998 ·
1999 ·
2000 ·
2001 ·
2002 ·
2003 ·
2004 ·
2005 ·
2006 ·
2007 ·
2008 ·
2009 ·
2010 ·
2011 ·
2012 ·
2013 ·
2014 ·
2015 ·
2016 ·
2017 ·
2018 ·
2019 ·
2020 ·
2021 ·
2022 ·
2023 ·
2024 ·
2025